# Potok Droniowicki
Potok Droniowicki – potok przepływający przez Lubliniec. Swoje źródła ma w południowo-wschodniej części dzielnicy Kopce, przepływa przez południową część ww. dzielnicy oraz przez dzielnice Droniowiczki i Wesoła. Uchodzi do Kanału Grunwaldzkiego w Parku Miejskim.